# East Lynne (1931)
East Lynne (Brasil: Lágrimas de Amor / Portugal: Saudade) é um filme norte-americano de 1931, do gênero drama, dirigido por Frank Lloyd  e estrelado por Ann Harding e Clive Brook.

## Produção
East Lynne é baseado no romance homônimo da escritora Mrs. Henry Wood, publicado com enorme sucesso em 1861. A obra já foi filmada várias vezes, desde 1912, quando os filmes ainda não tinham som. Ex-Flame, de 1930, também é baseado no livro, apesar da mudança de nome. Nesse mesmo ano de 1931 houve outra versão, intitulada East Lynne on the Western Front, produzida na Grã-Bretanha e situada na Primeira Guerra Mundial. Houve adaptações para a televisão em 1976 e 1982.
Enfim, sempre que um artista do vaudeville queria um sucesso rápido, ele anunciava "para a próxima semana", uma representação teatral do romance, pois, para muita gente, a obra marcava o ápice da excelência vitoriana.
East Lynne obteve uma solitária indicação ao Oscar, na categoria de Melhor Filme, porém o vencedor naquela edição foi o faroeste Cimarron.

## Sinopse
Após dez anos de dificuldades familiares, Lady Isabel Carlyle descobre que o filho está muito doente e vai visitá-lo uma última vez, apesar de estar quase cega por causa de uma bomba.

## Premiações
| Prêmio | Categoria    | Situação |
| ------ | ------------ | -------- |
| Oscar  | Melhor Filme | Indicado |

## Elenco
| Ator/Atriz      | Personagem              |
| --------------- | ----------------------- |
| Ann Harding     | Lady Isabel Carlyle     |
| Clive Brooke    | Capitão William Levison |
| Conrad Nagel    | Robert Carlyle          |
| Cecilia Loftus  | Cornelia Carlyle        |
| Beryl Mercer    | Joyce                   |
| O. P. Heggie    | Lord Mount Severn       |
| Flora Sheffield | Barbara Hare            |
| David Torrence  | Sir Richard Hare        |
| Eric Mayne      | Doutor                  |